# Hüseynqulu Sarabski

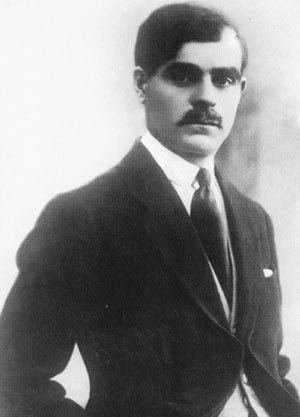
Hüseynqulu Sarabski

Hüseynqulu Məlik oğlu Sarabski (eingedeutscht Husseingulu Sarabski; * 20. März 1879 in Baku, Gouvernement Baku, Russisches Kaiserreich; † 16. Februar 1945 ebenda, Aserbaidschanische Sozialistische Sowjetrepublik, UdSSR) war ein aserbaidschanischer Opernsänger (Tenor), Komponist, Dramatiker, Bühnenschauspieler, Theaterregisseur und Musiker.

## Werdegang
Sarabski wurde am Vorabend des Nouruz-Festes (20. März) in eine arme Familie geboren. Bereits in frühen Jahren war er gezwungen, eine Mullah-Schule in Baku zu besuchen, um den Koran zu lernen. Aufgrund sprachlicher Barrieren kam er jedoch nicht voran und wurde dafür vom Mullah immer wieder brutal geschlagen. Am Ende ist es ihm gelungen, die Eltern davon zu überzeugen, seine religiöse Ausbildung abzubrechen. In den Folgejahren arbeitete der junge Sarabski als Hufschmied und Steinmetz, um seine Familie zu unterstützen. Gleichzeitig besuchte er kostenlose Russischkurse für bedürftige Kinder, die vom Ölmagnaten und Philanthropen Hacı Zeynalabdin Taghiyev finanziert wurden.

## Theaterkarriere
Im Jahr 1891 kam Sarabski zum ersten Mal mit der Theaterwelt in Berührung, als er eine Aufführung mit dem Titel „Khan Sarabski“ verfolgte. Diese auf dem Stück „Wesir des Khanats von Lenkoran“ des berühmten aserbaidschanischen Schriftstellers und Aufklärers Mirzə Fətəli Axundov basierte Amateurproduktion aserbaidschanischer Schauspieler beeindruckte den 12-jährigen Jungen so sehr, dass er später den Künstlernamen „Sarabski“ annahm.
Der erste Bühnenauftritt von Sarabski erfolgte im Jahr 1902, als er die Rolle von Rasul im Stück „Schamdan-bek“ von Nəriman Nərimanov spielte. Später übernahm er verschiedene Rollen in dramatischen Stücken aserbaidschanischer und westeuropäischer Autoren. Den Durchbruch beim Theater schaffte Sarabski mit seiner musikalischen Darbietung in der Tragödie Almansor von Heinrich Heine, als er mit seinem Mugham-Gesang die Aufmerksamkeit von Üzeyir Hacıbəyov auf sich zog. Dies führte dazu, dass sich Sarabaski am Ende für eine Karriere im Musiktheater entschied.
1908 erhielt Sarabski die Hauptrolle in der Uraufführung der Oper Leyli va Madschnun, der ersten Oper der islamischen Welt. In den folgenden 30 Jahren ging er auf unzählige Tourneen nach Tiflis, Elisawetpol (heute Gəncə), Eriwan, Täbris, Teheran etc. und trat diese Rolle fast 400 Mal auf. Zwischen 1923 und 1926 gründete er eine Theatertruppe in Şamaxı und ein Schauspielhaus in Ağdam.
Noch vor der Russischen Revolution 1918 schrieb Sarabski drei Theaterstücke: „Unwissenheit“, „Wer sucht, der findet“ und „Alles rächt sich irgendwann“. Zudem war er Komponist einer Reihe von Liedern, darunter Kinderlieder.
1936–1937 veröffentlichte Sarabski sein Buch „Das alte Baku“, in dem er neben historischen und ethnografischen Informationen auch die reichen musikalischen Traditionen der Stadt beschrieb.
Zwischen 1940 und 1942 unterrichtete Sarabski Oper und Mugham am Aserbaidschanischen Staatskonservatorium. Prominente Sängerinnen wie Sara Qədimova und Şövkət Ələkbərova gehörten zu seinen Schülerinnen.
Sarabski starb am 16. Februar 1945 am Kehlkopfkrebs und wurde auf der Ehrenallee von Baku, genannt Fəxri Xiyaban, beigesetzt.